# Madeleine Sundgren
Madeleine Elisabeth Thyra Sundgren, under en tid Sundgren Rönnbäck, född 9 april 1942 i Oscars församling i Stockholm, är en svensk TV-producent.
Madeleine Sundgren, som är dotter till överstelöjtnanten Stig Sundgren och Marianne Hamilton, studerade i Franska Skolan i Stockholm. Har genomgått sömnadsutbildning vid Märthaskolan samt teaterskola i Stockholm, bedrivit språkstudier samt genom gått kurs i TV-produktion 1969. Hon verkade vid Åhlén & Åkerlund 1962–1965, på månadstidning, gjort modepraktik i Stockholm och Paris och arbetat som guide/turistvärdinna i Grekland. Vidare har hon undervisat i franska och gjort översättningar i Milano samt teater- och filmpraktik i Stockholm 1965–1969. Madeleine Sundgren blev efter produktionskurs anställd på TV1 som scripta 1969 på Fiction och 1979-1996 som producent och projektledare vid TV1 Drama. Verkat inom så kallad tungproduktion med film- teater- och serieproduktioner samt direktsända evenemang  för TV1, bland annat producerat  Varuhuset.  Midvinterduell,  Alla dagar, alla nätter,  Sista vinden från Kap Horn, Guldburen och Blueprint 
Sedan 2003 som utbildare på Lernia, sedermera  ABF i Globen.
Madeleine Sundgren var först sambo med Krister Nathanaelson (född 1938) och fick sonen Måns Nathanaelson (född 1976). Sedan var hon 1982–1994 gift med skådespelaren Rico Rönnbäck (född 1946), son till arkitekten Gösta Rönnbäck och Siv Hedjerson (omgift Murdoch), och fick sonen Robin Rönnbäck (född 1984). Sönerna verkar inom TV/film.

## Käll
1. 1 2   Sveriges befolkning 1990. Ramsele: Svensk arkivinformation (SVAR), Riksarkivet. 2011. Libris 12076919. ISBN 9789188366917
2. 1 2  Sundgren, Madeleine E T, Sthlm i Vem är hon / s 440 (1988).
3. ↑   Sveriges befolkning 1980. Stockholm: Sveriges släktforskarförb. 2004. Libris 9632925. ISBN 91-87676-37-0